# Лос Толдос
Лос Толдос (на испански: Los Toldos) е град в провинция Буенос Айрес, Аржентина. Намира се в Пампасите, на 160 km западно от град Буенос Айрес. Населението му е около 13 500 души (2001).

## Личности
В Лос Толдос е родена актрисата и политик Ева Перон (1919-1952).